# A Quick One
A Quick One je druhé studiové album anglické rockové skupiny The Who. Bylo vydáno v prosinci 1966. O něco později vyšla i verze pro USA, kde byla vypuštěna Heatwave a nahrazena skladbou Happy Jack, která dala albu i nové jméno: Happy Jack. Roku 1988 vychází album jako CD pod názvem A Quick One (Happy Jack) a obsahuje mimo skladeb původní anglické verze i Happy Jack.

## Seznam skladeb
Autorem všech skladeb je Pete Townshend, pokud není uvedeno jinak.

### A Quick One
| Strana 1 | Strana 1                                                 | Strana 1 |
| Pořadí   | Název                                                    | Délka    |
| -------- | -------------------------------------------------------- | -------- |
| 1.       | Run Run Run                                              | 2:43     |
| 2.       | Boris the Spider (John Entwistle)                        | 2:29     |
| 3.       | I Need You (Keith Moon)                                  | 2:25     |
| 4.       | Whiskey Man (Entwistle)                                  | 2:57     |
| 5.       | Heat Wave (Brian Holland, Lamont Dozier, Edward Holland) | 1:57     |
| 6.       | Cobwebs and Strange (Moon)                               | 2:31     |

| Strana 2 | Strana 2 | Strana 2 |
| Pořadí   | Název | Délka    |
| -------- | --- | -------- |
| 7.       | Don't Look Away | 2:54     |
| 8.       | See My Way (Roger Daltrey) | 1:53     |
| 9.       | So Sad About Us | 3:04     |
| 10.      | A Quick One, While He's Away“ - I. „Her Man's Gone“ - II. „Crying Town“ - III. „We Have a Remedy“ - IV. „Ivor the Engine Driver“ - V. „Soon Be Home“ - VI. „You Are Forgiven | 9:10     |

| 1995 bonusové skladby | 1995 bonusové skladby                                            | 1995 bonusové skladby          | 1995 bonusové skladby |
| Pořadí                | Název                                                            | Původní album                  | Délka                 |
| --------------------- | ---------------------------------------------------------------- | ------------------------------ | --------------------- |
| 11.                   | Batman (Neal Hefti)                                              | Ready Steady Who               | 1:37                  |
| 12.                   | Bucket T (Dean Torrence, Roger Christian, Donald J. Altfeld)     | Ready Steady Who               | 2:12                  |
| 13.                   | Barbara Ann (Fred Fassert)                                       | Ready Steady Who               | 2:12                  |
| 14.                   | Disguises                                                        | Ready Steady Who               | 3:12                  |
| 15.                   | Doctor, Doctor (Entwistle)                                       | B-strana od 'Pictures of Lily' | 2:59                  |
| 16.                   | I've Been Away (Entwistle)                                       | B-strana od 'Happy Jack'       | 2:08                  |
| 17.                   | In the City (John Entwistle, Moon)                               | B-strana od 'I'm a Boy'        | 2:21                  |
| 18.                   | Happy Jack (akustická verze)                                     | dříve nevydaná                 | 2:55                  |
| 19.                   | Man with the Money (Don Everly, Phil Everly)                     | dříve nevydaná                 | 2:45                  |
| 20.                   | My Generation / Land of Hope and Glory (Townshend, Edward Elgar) | dříve nevydaná                 |                       |

### Happy Jack
| Strana 1 | Strana 1            | Strana 1 |
| Pořadí   | Název               | Délka    |
| -------- | ------------------- | -------- |
| 1.       | Run Run Run         | 2:44     |
| 2.       | Boris the Spider    | 2:30     |
| 3.       | I Need You          | 2:25     |
| 4.       | Whiskey Man         | 2:57     |
| 5.       | Cobwebs and Strange | 2:31     |
| 6.       | Happy Jack          | 2:11     |

| Strana 2 | Strana 2                     | Strana 2 |
| Pořadí   | Název                        | Délka    |
| -------- | ---------------------------- | -------- |
| 1.       | Don't Look Away              | 2:53     |
| 2.       | See My Way                   | 1:53     |
| 3.       | So Sad About Us              | 3:04     |
| 4.       | A Quick One, While He's Away | 9:10     |

| 1974 reedice | 1974 reedice                 | 1974 reedice |
| Pořadí       | Název                        | Délka        |
| ------------ | ---------------------------- | ------------ |
| 1.           | Run Run Run                  |              |
| 2.           | Boris the Spider             |              |
| 3.           | I Need You                   |              |
| 4.           | Whiskey Man                  |              |
| 5.           | Heat Wave                    |              |
| 6.           | Cobwebs and Strange          |              |
| 7.           | Don't Look Away              |              |
| 8.           | See My Way                   |              |
| 9.           | So Sad About Us              |              |
| 10.          | A Quick One, While He's Away |              |
| 11.          | Happy Jack                   |              |

### Jigsaw Puzzle
Na začátku byla verze druhého alba The Who nazvaná Jigsaw Puzzle. Předběžné uspořádání skladeb bylo následující:
| Pořadí | Název                                                          | Délka |
| ------ | -------------------------------------------------------------- | ----- |
| 1.     | I'm a Boy (pomalá verze, vydaná na Meaty Beaty Big and Bouncy) | 3:41  |
| 2.     | Run Run Run                                                    | 2:44  |
| 3.     | Don't Look Away                                                | 2:55  |
| 4.     | Circles (verze 2)                                              | 2:27  |
| 5.     | I Need You                                                     | 2:25  |
| 6.     | Cobwebs and Strange                                            | 2:32  |
| 7.     | In the City                                                    | 2:21  |
| 8.     | Boris the Spider                                               | 2:29  |
| 9.     | Whiskey Man                                                    | 3:00  |
| 10.    | See My Way                                                     | 3:04  |
| 11.    | Heat Wave                                                      | 1:57  |
| 12.    | Barbara Ann                                                    | 2:00  |

## Obsazení
- Roger Daltrey - hlavní vokály, pozoun a basový buben v „Cobwebs and Strange“
- John Entwistle - baskytara, klávesy, lesní roh, trubka, hlavní vokály, doprovodné vokály
- Pete Townshend - sólová kytara, irská whistle, klávesy, zpěv
- Keith Moon - bicí, perkuse, tuba, zpěv